# 上議院執政黨首席議員 (加拿大)
加拿大國會上議院執政黨首席議員（英語：Leader of the Government in the Senate）是加拿大内閣於加拿大國會上議院的代表（如内閣沒有其他上議員）。上議院首席議員於1969年被承認為内閣職位。因為大多數的内閣職位職位都是由下議院議員擔任，上議院首席議員通常是加拿大内閣唯一的上議院議員。
上議院的工作是：
- 為執政黨的計劃於上議院作出辯護
- 計劃執政黨於上議院的議程
- 與下議院執政黨首席議員協調上下兩院的議程
- 與上議院其他政黨磋商法案

這職位會由與下議院執政黨（即於下議院得到最多席位的政黨）黨派相同的上議院議員擔任，所以這職位與上議院各政黨議席的分佈無關。如執政黨於上議院沒有最多議席，上議院執政黨首席議員的責任會變得重要。